# Чемерниця (Вировитиця)
Чемерниця (хорв. Čemernica) — населений пункт у Хорватії, в Вировитицько-Подравській жупанії у складі міста Вировитиця.

## Населення
Населення за даними перепису 2011 року становило 653 осіб.
Динаміка чисельності населення поселення:

## Клімат
Середня річна температура становить 11,40 °C, середня максимальна – 25,35 °C, а середня мінімальна – -5,11 °C. Середня річна кількість опадів – 780 мм.
| Клімат поселення                              | Клімат поселення | Клімат поселення | Клімат поселення | Клімат поселення | Клімат поселення | Клімат поселення | Клімат поселення | Клімат поселення | Клімат поселення | Клімат поселення | Клімат поселення | Клімат поселення | Клімат поселення |
| Показник                                      | Січ.             | Лют.             | Бер.             | Квіт.            | Трав.            | Черв.            | Лип.             | Серп.            | Вер.             | Жовт.            | Лист.            | Груд.            |                  |
| Середній максимум, °C                         | 6,37             | 8,14             | 12,76            | 17,28            | 22,50            | 25,35            | 24,79            | 24,38            | 20,07            | 15,18            | 9,55             | 5,10             |                  |
| Середня температура, °C                       | 0,62             | 2,40             | 7,02             | 11,54            | 16,76            | 19,63            | 21,40            | 21,01            | 16,68            | 11,79            | 6,18             | 1,74             |                  |
| Середній мінімум, °C                          | −5,11            | −3,33            | 1,28             | 5,81             | 11,01            | 13,88            | 18,02            | 17,63            | 13,30            | 8,42             | 2,79             | −1,66            |                  |
| Норма опадів, мм                              | 47               | 41               | 48               | 61               | 75               | 91               | 74               | 79               | 66               | 66               | 75               | 57               |                  |
| Середньомісячна швидкість вітру, м/с          | 2.20             | 2.47             | 2.80             | 2.68             | 2.40             | 2.20             | 2.10             | 1.91             | 2.00             | 2.01             | 2.20             | 2.21             |                  |
| Середньомісячна сонячна радіація, кДж/м²·день | 4118             | 6872             | 10788            | 15269            | 19350            | 21393            | 22139            | 19723            | 14538            | 8992             | 4679             | 3430             |                  |
| --------------------------------------------- | ---------------- | ---------------- | ---------------- | ---------------- | ---------------- | ---------------- | ---------------- | ---------------- | ---------------- | ---------------- | ---------------- | ---------------- | ---------------- |
| Джерело:                                      |                  |                  |                  |                  |                  |                  |                  |                  |                  |                  |                  |                  |                  |